# Luc Frieden
Luc Frieden (Esch-sur-Alzette, 16 de septiembre de 1963) es un político, empresario y abogado luxemburgués que se desempeña como primer ministro de Luxemburgo desde 2023. Ocupó cargos en el gabinete del gobierno luxemburgués entre 1998 y 2013. En 2023, fue elegido como candidato principal del Partido Popular Social Cristiano para las elecciones generales de octubre de ese mismo año.
Frieden fue presidente de la Cámara de Comercio de Luxemburgo y de Eurochambres, la federación empresarial de Cámaras de Comercio e Industria Europeas.

## Temprana edad y educación
Frieden completó la escuela secundaria en su país natal, Luxemburgo, y posteriormente recibió una educación universitaria internacional en Francia, el Reino Unido y los Estados Unidos. Se licenció en derecho empresarial en la Universidad de París 1 Panthéon-Sorbonne. Obtuvo una maestría en derecho comparado del Queen's College de Cambridge y otra maestría en derecho de la Facultad de Derecho de Harvard. Mientras estaba en Harvard, también estuvo registrado en la Harvard Kennedy School.
Además del luxemburgués, habla con fluidez inglés, alemán y francés y tiene buenos conocimientos prácticos del holandés.

## Carrera política
En 1994, Frieden fue elegido miembro de la Cámara de Diputados de Luxemburgo por el Partido Popular Social Cristiano, convirtiéndose, a la edad de treinta años, en el entonces miembro más joven de la Cámara. Mientras estuvo en el Parlamento, presidió el Comité de Finanzas y el Comité Constitucional y fue una figura destacada en el proceso que condujo al establecimiento de un tribunal constitucional y de tribunales administrativos independientes en Luxemburgo.
En 1998, a la edad de treinta y cuatro años, fue nombrado ministro de Justicia del Gobierno dirigido por el primer ministro Jean-Claude Juncker. También se desempeñó como ministro de Hacienda y Presupuesto de 1998 a 2009, ministro de Defensa de 2004 a 2006 y ministro de Finanzas de 2009 a 2013.
Como ministro de Hacienda y Presupuesto, Frieden fue responsable de la exitosa introducción del euro como sustituto del franco luxemburgués . Durante la presidencia luxemburguesa del Consejo de la Unión Europea en 2005, presidió el Consejo Europeo de Ministros de Justicia y Asuntos de Interior. Como ministro de Finanzas representó a su país en el Consejo Europeo de Ministros de Asuntos Económicos y Financieros (ECOFIN), así como en el Eurogrupo y participó en la estabilización de la zona del euro y en la configuración de la unión bancaria europea. Durante 15 años, Frieden se desempeñó como Gobernador del Banco Mundial y actuó como presidente de la Junta de Gobernadores del Fondo Monetario Internacional y del Grupo del Banco Mundial en 2013.